# Copa del Món de Futbol de 1986 - Grup B
El Grup B de la Copa del Món de Futbol 1986, disputada a Mèxic, formava part de la primera fase de la competició. Estava compost per quatre equips, que s'enfrontaren entre ells amb un total de 6 partits. El dos més ben classificats van passar a la ronda següent, mentre que el tercer optava a una altra plaça per la fase final. Dels 6 equips que van acabar tercers, només 4 podien passar ronda.

## Integrants
El grup B està integrat per les seleccions següents:
| Mèxic | Paraguai | Bèlgica | Iraq |
| ----- | -------- | ------- | ---- |

## Classificació
| Pos | Equip     | PJ | PG | PE | PP | GF | GC | DG | Pts | Classificació                      |
| --- | --------- | -- | -- | -- | -- | -- | -- | -- | --- | ---------------------------------- |
| 1   | Mèxic (H) | 3  | 2  | 1  | 0  | 4  | 2  | +2 | 5   | Avança a la fase final             |
| 2   | Paraguai  | 3  | 1  | 2  | 0  | 4  | 3  | +1 | 4   | Avança a la fase final             |
| 3   | Bèlgica   | 3  | 1  | 1  | 1  | 5  | 5  | 0  | 3   | Opta a una plaça per la fase final |
| 4   | Iraq      | 3  | 0  | 0  | 3  | 1  | 4  | −3 | 0   |                                    |

## Partits

### Bèlgica vs Mèxic
| Bèlgica         | 1–2     | Mèxic                      |
| --------------- | ------- | -------------------------- |
| Vandenbergh 45' | Informe | Quirarte 23' · Sánchez 39' |

| Bèlgica | Mèxic |

| POR            | 1  | Jean-Marie Pfaff    |     |     |
| DEF            | 19 | Hugo Broos          |     |     |
| DEF            | 2  | Eric Gerets         |     |     |
| DEF            | 3  | Franky Van Der Elst | 56' |     |
| DEF            | 4  | Michel De Wolf      |     |     |
| MIG            | 6  | Franky Vercauteren  |     |     |
| MIG            | 7  | René Vandereycken   |     |     |
| MIG            | 10 | Philippe Desmet     |     | 60' |
| MIG            | 8  | Enzo Scifo          |     |     |
| MIG            | 11 | Jan Ceulemans (c)   |     |     |
| DAV            | 9  | Erwin Vandenbergh   |     | 66' |
| Substitucions: |    |                     |     |     |
| DAV            | 16 | Nico Claesen        |     | 60' |
| MIG            | 21 | Stéphane Demol      |     | 66' |
| Seleccionador: |    |                     |     |     |
| Guy Thys       |    |                     |     |     |

| POR              | 1  | Pablo Larios            |     |     |
| DEF              | 2  | Mario Trejo             |     |     |
| DEF              | 3  | Fernando Quirarte       |     |     |
| DEF              | 14 | Félix Cruz              |     |     |
| DEF              | 17 | Raúl Servín             |     |     |
| MIG              | 16 | Carlos Muñoz            | 83' |     |
| MIG              | 10 | Tomás Boy (c)           |     | 69' |
| MIG              | 13 | Javier Aguirre Onaindía |     |     |
| DAV              | 22 | Manuel Negrete          |     |     |
| DAV              | 15 | Luis Flores             |     | 79' |
| DAV              | 9  | Hugo Sánchez            | 23' |     |
| Substitucions:   |    |                         |     |     |
| MIG              | 7  | Miguel España           |     | 69' |
| DAV              | 5  | Francisco Javier Cruz   |     | 79' |
| Seleccionador:   |    |                         |     |     |
| Bora Milutinović |    |                         |     |     |

### Paraguai vs Iraq
| Paraguai   | 1–0     | Iraq |
| ---------- | ------- | ---- |
| Romero 35' | Informe |      |

| Paraguai | Iraq |

| POR            | 1  | Roberto Fernández     |     |     |
| DEF            | 2  | Juan Torales          |     |     |
| DEF            | 3  | César Zabala          |     |     |
| DEF            | 4  | Vladimiro Schettina   | 45' |     |
| DEF            | 5  | Rogelio Delgado (c)   |     |     |
| MIG            | 6  | Jorge Amado Nunes     |     |     |
| MIG            | 10 | Adolfino Cañete       |     |     |
| MIG            | 8  | Julio César Romero    |     |     |
| DAV            | 7  | Buenaventura Ferreira |     |     |
| DAV            | 11 | Alfredo Mendoza       |     | 88' |
| DAV            | 9  | Roberto Cabañas       |     |     |
| Substitucions: |    |                       |     |     |
| MIG            | 16 | Jorge Guasch          |     | 88' |
| Seleccionador: |    |                       |     |     |
| Cayetano Ré    |    |                       |     |     |

| POR                | 1  | Raad Hammoudi Salman (c) |     |     |
| DEF                | 3  | Khalil Mohammed Allawi   |     |     |
| DEF                | 4  | Nadhim Shaker Salim      |     |     |
| DEF                | 5  | Samir Shaker Mahmoud     | 29' |     |
| DEF                | 15 | Natiq Hashim Abidoun     |     |     |
| DEF                | 22 | Ghanim Oraibi Jassim     |     |     |
| MIG                | 6  | Ali Hussein Shihab       |     |     |
| MIG                | 7  | Haris Mohammed Hassan    |     | 67' |
| MIG                | 14 | Basil Gorgis             |     | 81' |
| DAV                | 10 | Hussein Saeed Mohammed   |     |     |
| DAV                | 8  | Ahmad Radhi Amaiesh      |     |     |
| Substitucions:     |    |                          |     |     |
| DAV                | 11 | Abdul-Rahim Hamed Aufi   |     | 67' |
| MIG                | 19 | Basim Qasim Hamdan       |     | 81' |
| Seleccionador:     |    |                          |     |     |
| Evaristo de Macedo |    |                          |     |     |

### Mèxic vs Paraguai
| Mèxic     | 1–1     | Paraguai   |
| --------- | ------- | ---------- |
| Flores 3' | Informe | Romero 85' |

| Mèxic | Paraguai |

| POR              | 1  | Pablo Larios            |     |     |
| DEF              | 2  | Mario Trejo             | 80' |     |
| DEF              | 3  | Fernando Quirarte       |     |     |
| DEF              | 14 | Félix Cruz              |     |     |
| DEF              | 17 | Raúl Servín             |     |     |
| MIG              | 16 | Carlos Muñoz            |     |     |
| MIG              | 10 | Tomás Boy (c)           |     | 58' |
| MIG              | 13 | Javier Aguirre Onaindía |     |     |
| DAV              | 22 | Manuel Negrete          | 26' |     |
| DAV              | 15 | Luis Flores             |     | 77' |
| DAV              | 9  | Hugo Sánchez            | 75' |     |
| Substitucions:   |    |                         |     |     |
| MIG              | 7  | Miguel España           |     | 58' |
| DAV              | 5  | Francisco Javier Cruz   |     | 77' |
| Seleccionador:   |    |                         |     |     |
| Bora Milutinović |    |                         |     |     |

| POR            | 1  | Roberto Fernández     |     |     |
| DEF            | 2  | Juan Torales          |     | 80' |
| DEF            | 3  | César Zabala          |     |     |
| DEF            | 4  | Vladimiro Schettina   | 30' |     |
| DEF            | 5  | Rogelio Delgado (c)   |     |     |
| MIG            | 6  | Jorge Amado Nunes     |     |     |
| MIG            | 10 | Adolfino Cañete       |     |     |
| MIG            | 8  | Julio César Romero    |     |     |
| DAV            | 7  | Buenaventura Ferreira |     |     |
| DAV            | 11 | Alfredo Mendoza       | 5'  | 62' |
| DAV            | 9  | Roberto Cabañas       |     |     |
| Substitucions: |    |                       |     |     |
| MIG            | 16 | Jorge Guasch          |     | 62' |
| DAV            | 20 | Ramón Hicks           |     | 80' |
| Seleccionador: |    |                       |     |     |
| Cayetano Ré    |    |                       |     |     |

### Iraq vs Bèlgica
| Iraq      | 1–2     | Bèlgica                      |
| --------- | ------- | ---------------------------- |
| Radhi 59' | Informe | Scifo 16' · Claesen 21' (p.) |

| Iraq | Bèlgica |

| POR                | 1  | Raad Hammoudi Salman (c) | 20' |     |
| DEF                | 3  | Khalil Mohammed Allawi   |     |     |
| DEF                | 4  | Nadhim Shaker Salim      | 29' |     |
| DEF                | 5  | Samir Shaker Mahmoud     | 48' |     |
| DEF                | 15 | Natiq Hashim Abidoun     | 65' |     |
| DEF                | 22 | Ghanim Oraibi Jassim     |     |     |
| MIG                | 6  | Ali Hussein Shihab       |     |     |
| MIG                | 7  | Haris Mohammed Hassan    | 42' |     |
| MIG                | 14 | Basil Gorgis             | 52' |     |
| DAV                | 9  | Karim Saddam Minshid     |     | 81' |
| DAV                | 8  | Ahmad Radhi Amaiesh      |     |     |
| Substitucions:     |    |                          |     |     |
| DAV                | 11 | Abdul-Rahim Hamed Aufi   |     | 81' |
| Seleccionador:     |    |                          |     |     |
| Evaristo de Macedo |    |                          |     |     |

| POR            | 1  | Jean-Marie Pfaff    |     |     |
| DEF            | 2  | Eric Gerets         |     |     |
| DEF            | 3  | Franky Van Der Elst |     |     |
| DEF            | 4  | Michel De Wolf      |     |     |
| MIG            | 21 | Stéphane Demol      |     | 69' |
| MIG            | 6  | Franky Vercauteren  |     |     |
| MIG            | 7  | René Vandereycken   |     |     |
| MIG            | 10 | Philippe Desmet     |     |     |
| MIG            | 8  | Enzo Scifo          |     | 67' |
| MIG            | 11 | Jan Ceulemans (c)   |     |     |
| DAV            | 16 | Nico Claesen        | 16' |     |
| Substitucions: |    |                     |     |     |
| DEF            | 14 | Lei Clijsters       |     | 67' |
| DEF            | 13 | Georges Grün        |     | 69' |
| Seleccionador: |    |                     |     |     |
| Guy Thys       |    |                     |     |     |

### Paraguai vs Bèlgica
| Paraguai         | 2–2     | Bèlgica                    |
| ---------------- | ------- | -------------------------- |
| Cabañas 50', 76' | Informe | Vercauteren 30' · Veyt 59' |

| Paraguai | Bèlgica |

| POR            | 1  | Roberto Fernández     |     |     |
| DEF            | 2  | Juan Torales          |     |     |
| DEF            | 3  | César Zabala          |     |     |
| DEF            | 5  | Rogelio Delgado (c)   |     |     |
| MIG            | 16 | Jorge Guasch          |     |     |
| MIG            | 6  | Jorge Amado Nunes     |     |     |
| MIG            | 10 | Adolfino Cañete       |     |     |
| MIG            | 8  | Julio César Romero    | 55' |     |
| DAV            | 7  | Buenaventura Ferreira |     |     |
| DAV            | 11 | Alfredo Mendoza       |     | 68' |
| DAV            | 9  | Roberto Cabañas       |     |     |
| Substitucions: |    |                       |     |     |
| DAV            | 20 | Ramón Hicks           |     | 68' |
| Seleccionador: |    |                       |     |     |
| Cayetano Ré    |    |                       |     |     |

| POR            | 1  | Jean-Marie Pfaff    |     |     |
| DEF            | 5  | Michel Renquin      |     |     |
| DEF            | 19 | Hugo Broos          |     |     |
| DEF            | 13 | Georges Grün        |     | 89' |
| MIG            | 21 | Stéphane Demol      |     |     |
| MIG            | 6  | Franky Vercauteren  |     |     |
| MIG            | 22 | Patrick Vervoort    |     |     |
| MIG            | 8  | Enzo Scifo          |     |     |
| MIG            | 11 | Jan Ceulemans (c)   | 55' |     |
| DAV            | 16 | Nico Claesen        |     |     |
| DAV            | 18 | Daniel Veyt         |     |     |
| Substitucions: |    |                     |     |     |
| DEF            | 3  | Franky Van Der Elst |     | 89' |
| Seleccionador: |    |                     |     |     |
| Guy Thys       |    |                     |     |     |

### Iraq vs Mèxic
| Iraq | 0–1     | Mèxic        |
| ---- | ------- | ------------ |
|      | Informe | Quirarte 54' |

| Iraq | Mèxic |

| POR                | 20 | Abdul-Fatah Nasif Jassim   |     |     |
| DEF                | 2  | Maad Ibrahim Majid         |     |     |
| DEF                | 3  | Khalil Mohammed Allawi (c) | 73' |     |
| DEF                | 4  | Nadhim Shaker Salim        |     |     |
| DEF                | 15 | Natiq Hashim Abidoun       |     | 60' |
| DEF                | 22 | Ghanim Oraibi Jassim       |     |     |
| MIG                | 6  | Ali Hussein Shihab         |     |     |
| MIG                | 17 | Anad Abid Tweresh          |     | 70' |
| MIG                | 19 | Basim Qasim Hamdan         |     |     |
| DAV                | 9  | Karim Saddam Minshid       | 30' |     |
| DAV                | 8  | Ahmad Radhi Amaiesh        |     |     |
| Substitucions:     |    |                            |     |     |
| DAV                | 11 | Abdul-Rahim Hamed Aufi     |     | 60' |
| MIG                | 16 | Shaker Mahmoud Hamza       |     | 70' |
| Seleccionador:     |    |                            |     |     |
| Evaristo de Macedo |    |                            |     |     |

| POR              | 1  | Pablo Larios            |  |     |
| DEF              | 18 | Rafael Amador           |  | 62' |
| DEF              | 3  | Fernando Quirarte       |  |     |
| DEF              | 14 | Félix Cruz              |  |     |
| DEF              | 17 | Raúl Servín             |  |     |
| MIG              | 6  | Carlos de los Cobos     |  | 79' |
| MIG              | 7  | Miguel España           |  |     |
| MIG              | 10 | Tomás Boy (c)           |  |     |
| MIG              | 13 | Javier Aguirre Onaindía |  |     |
| DAV              | 22 | Manuel Negrete          |  |     |
| DAV              | 15 | Luis Flores             |  |     |
| Substitucions:   |    |                         |  |     |
| MIG              | 8  | Alejandro Domínguez     |  | 62' |
| DAV              | 5  | Francisco Javier Cruz   |  | 79' |
| Seleccionador:   |    |                         |  |     |
| Bora Milutinović |    |                         |  |     |